# Seapacer-Klasse
Die Seapacer-Klasse ist eine aus vier Einheiten bestehende Klasse von RoPax-Schiffen. Die Schiffe wurden auf der spanischen Werft Astilleros Españoles in Puerto Real gebaut und zwischen 1999 und 2001 in Dienst gestellt.

## Einzelheiten
Die ersten beiden Schiffe der Serie wurden im Oktober 1995 von der Stena Line bei der Bauwerft bestellt und von 1997 bis 1999 gebaut. Sie wurden noch vor der Fertigstellung an Finnlines verkauft. Das dritte Schiff der Serie wurde im Oktober 1997 bestellt und von 1999 bis 2000 gebaut, das vierte Schiff folgte 2001.
Der Antrieb der Schiffe erfolgt durch vier Achtzylinder-Dieselmotoren des Herstellers Sulzer (8ZAL40S) mit jeweils 5760 kW Leistung. Die Motoren wirken über Getriebe auf zwei Verstellpropeller. Im Bug befinden sich zwei Querstrahlsteueranlagen. Für die Stromversorgung stehen drei Dieselgeneratoren mit einer Gesamtleistung von 3.840 kW zur Verfügung.
Für rollende Ladungen stehen drei Decks zur Verfügung. Diese sind über eine Bug- bzw. eine Heckrampe zugänglich. Die Bugrampe ist 18,5 Meter lang und 6,5 Meter breit. Die Durchfahrt ins Ladedeck ist 6,5 Meter breit und 5,2 Meter hoch. Vor der Bugrampe befindet sich ein Bugvisier. Die Heckrampe ist insgesamt 14 Meter lang. Sie ist am Schiff 19,5 Meter breit und verjüngt sich auf 15 Meter. Die Durchfahrt ins Ladedeck ist 20 Meter breit und 5,2 Meter hoch. Die einzelnen Ladedecks sind über Rampen miteinander verbunden. Das untere Ladungsdeck verfügt über fünf Spuren, die anderen beiden über je sieben Spuren. Das mittlere Ladungsdeck ist durch Längsschotten dreigeteilt. Die Kapazität des Typschiffs beträgt 2.500 Spurmeter. Die Kapazitäten der Nachfolgebauten weichen hiervon teilweise etwas ab.
Die Passagiereinrichtungen befinden sich in drei oberhalb der Ladungsdecks liegenden Decks, die sich vom Bug bis etwa mittschiffs erstrecken.
Der Rumpf der Schiffe ist eisverstärkt. Die Schiffe sind mit der Eisklasse 1A klassifiziert. Sie verfügen über Stabilisatoren und sind mit einem Anti-Heeling-System zur Aufrechterhaltung der Stabilität während des Ladungsumschlages ausgestattet.
Die Finneagle wurde im Oktober 2017 in Euroferry Corfu umbenannt und von der Grimaldi Group im Mittelmeer unter italienischer Flagge eingesetzt.
Die Finnclipper wurde ab Mai 2018 von Balearia als Rosalind Fraklin in Charter eingesetzt, kehrte jedoch 2021 als Finnclipper zu Finnlines zurück. Von 2022 bis 2024 war das Schiff als Igoumenitsa für Grimaldi Lines im Einsatz, seit 2024 wird es als Ciudad de Sóller von Trasmed eingesetzt.

## Die Schiffe
| Seapacer-Klasse  | Seapacer-Klasse | Seapacer-Klasse | Seapacer-Klasse | Seapacer-Klasse                                                                                            |
| Bauname          | Ablieferung     | Baunummer       | IMO-Nummer      | Umbenennungen und Verbleib                                                                                 |
| ---------------- | --------------- | --------------- | --------------- | --- |
| Finnclipper      | 18. Mai 1999    | 78              | 9137997         | Rosalind Franklin (2018) → Finnclipper (2021) → Igoumenitsa (2022) → Ciudad de Sóller (2024) → so in Fahrt |
| Finneagle        | 1. Oktober 1999 | 79              | 9138006         | Euroferry Corfu (2017) → Vizzavona (2018) → so in Fahrt                                                    |
| Stena Britannica | 25. August 2000 | 80              | 9145164         | Finnfellow (2003) → so in Fahrt                                                                            |
| Stena Hollandica | Februar 2001    | 81              | 9145176         | 2007 auf der Lloyd-Werft verlängert →Stena Germanica III (2010) → Stena Germanica → so in Fahrt            |

## Galerie

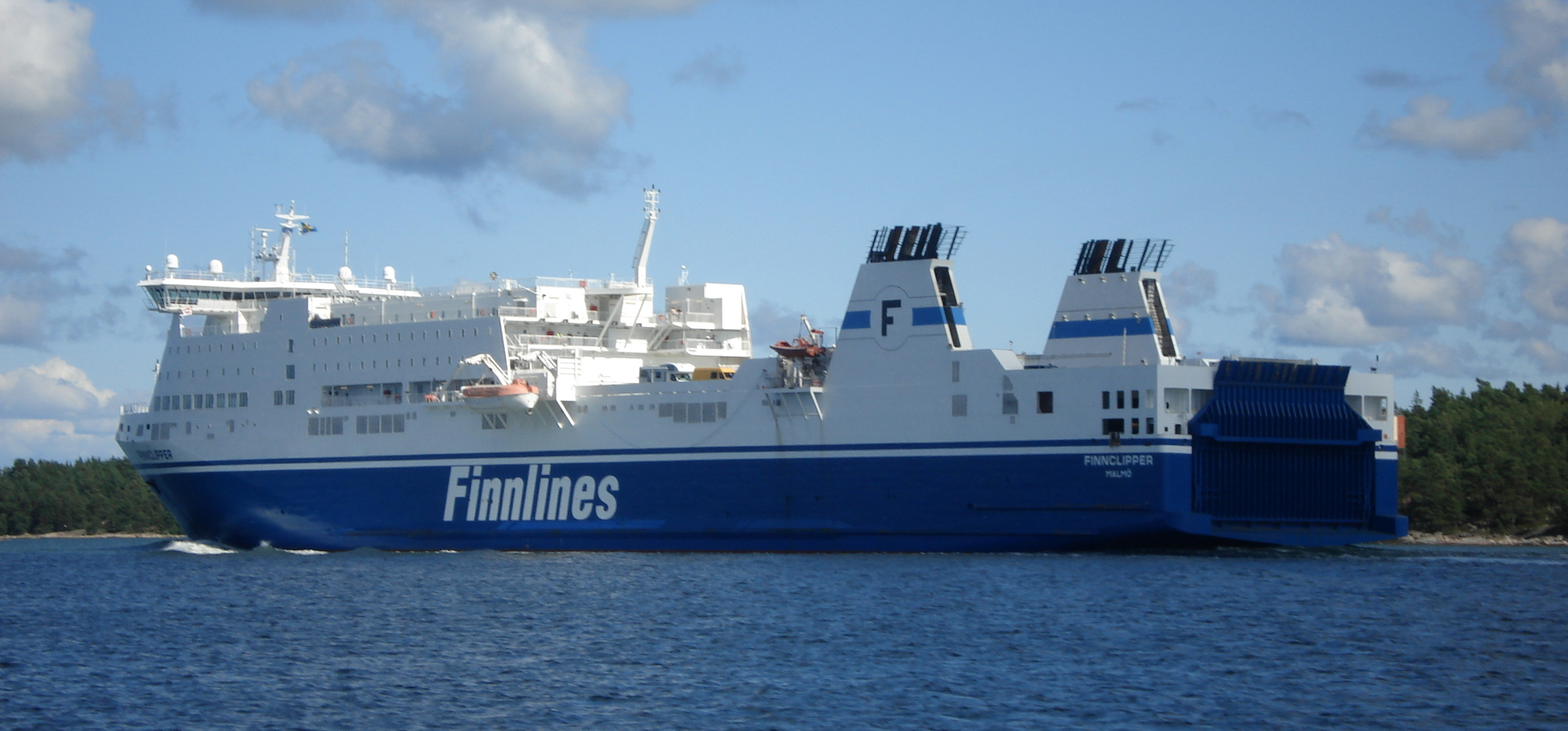
Finnclipper
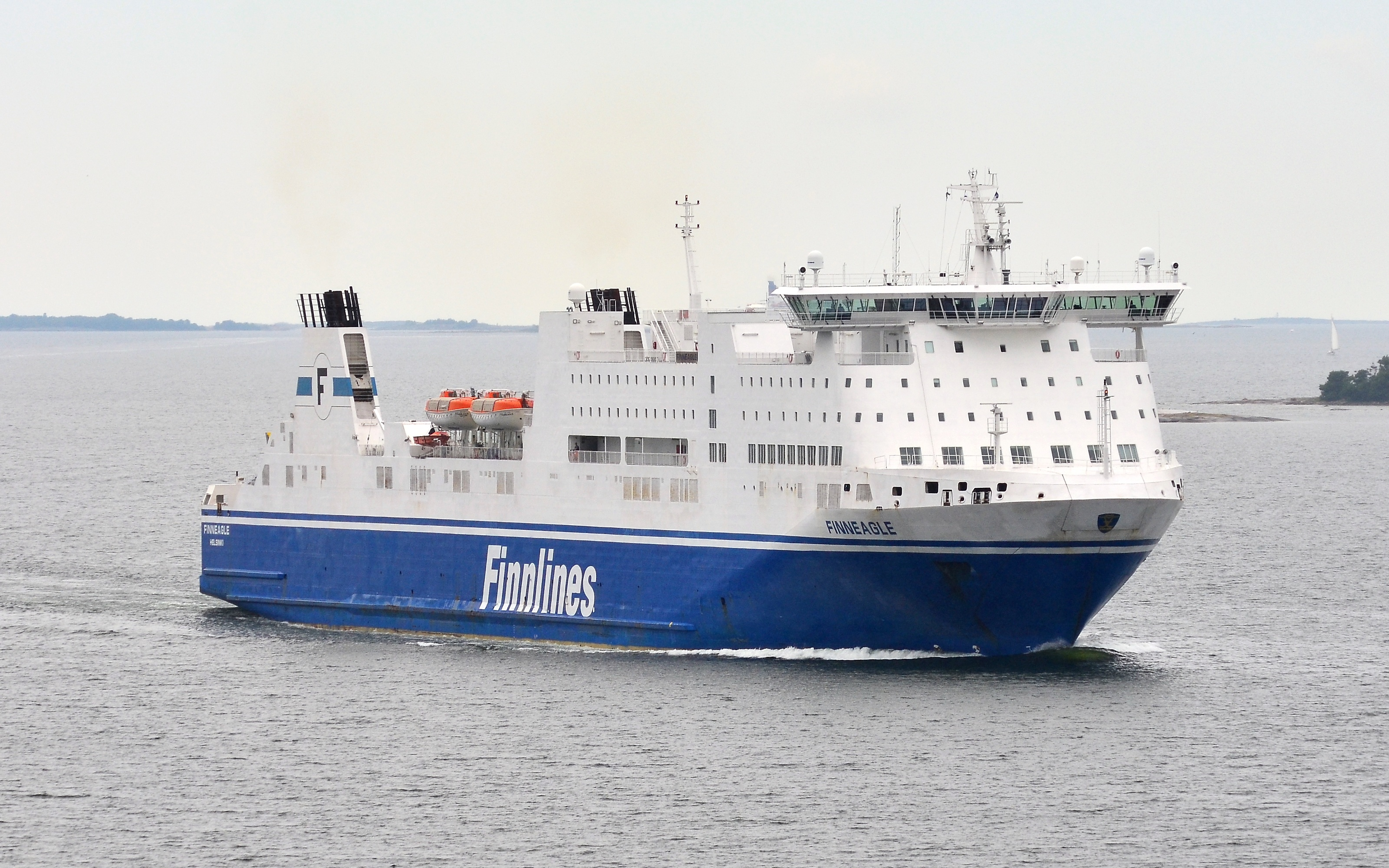
Finneagle
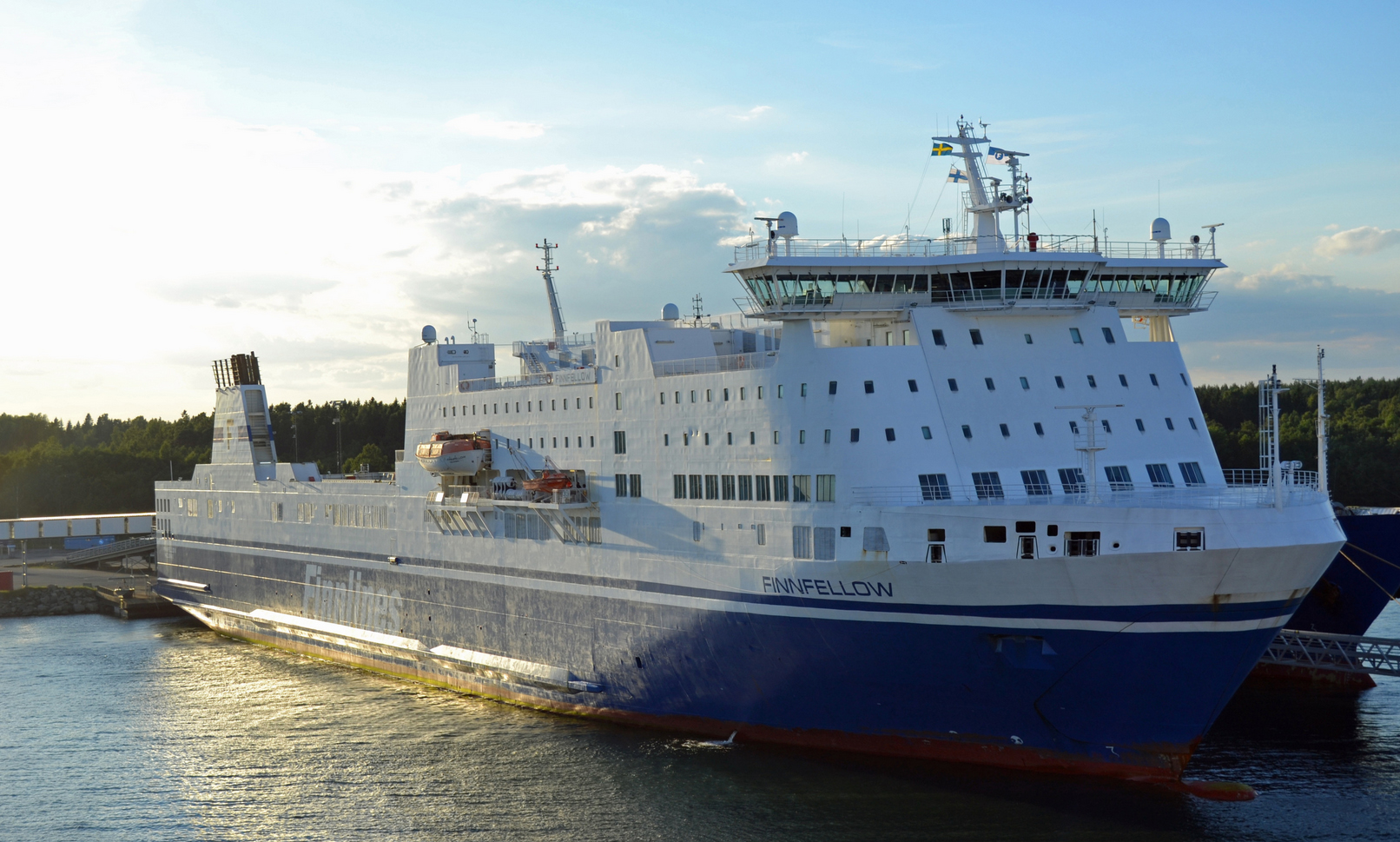
Finnfellow
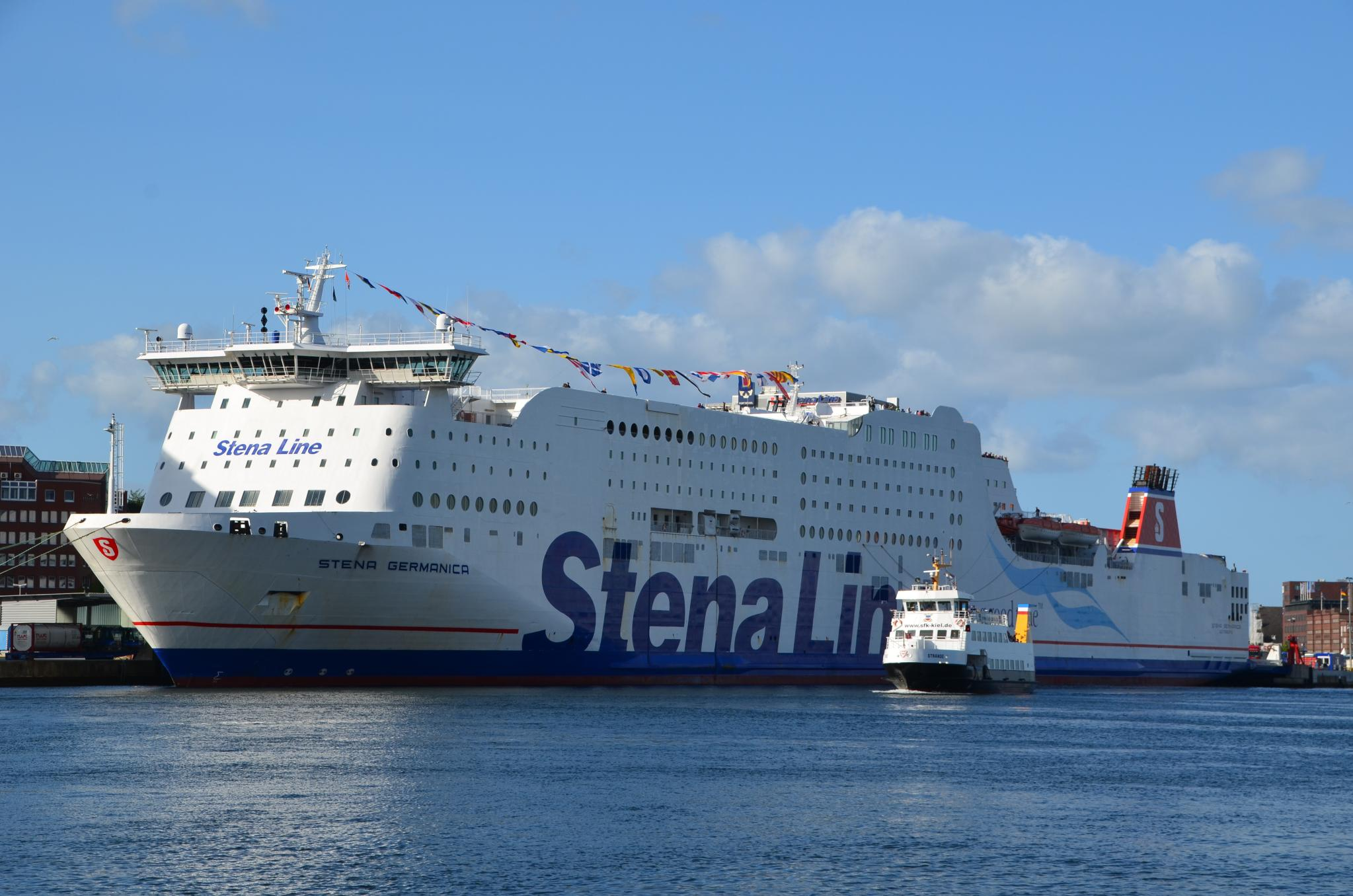
Stena Germanica